# لری لوون
لری لوون (انگلیسی: Larry Levan؛ ۲۰ ژوئیهٔ ۱۹۵۴
الگو:Country data ny بروکلین، نیویورک، new york – ۸ نوامبر ۱۹۹۲
الگو:Country data ny new york city) یک موسیقی‌دان اهل ایالات متحده آمریکا بود.